# PHP accelerator
Un acelerador de PHP (PHP acelerator) es una extensión diseñada para aumentar el rendimiento de las aplicaciones de software escrito utilizando el lenguaje de programación PHP. La mayoría de los aceleradores de PHP trabajan almacenando en caché scripts PHP compilados en bytecode para evitar la sobrecarga de análisis y compilación del código fuente en cada solicitud (todas o algunas de las cuales, incluso, podrían nunca ser ejecutadas). Para un mejor rendimiento, se puede almacenar la caché en memoria compartida con la ejecución directa de la memoria compartida y el mínimo de la copia de memoria en tiempo de ejecución. Un acelerador de PHP generalmente reduce la carga del servidor y aumenta la velocidad de código PHP en cualquier caso entre 2 y 10 veces, dependiendo de factores tales como el tiempo de ejecución inherentes a la aplicación PHP y el porcentaje de código fuente que realmente es ejecutado en una solicitud determinada. Mientras que un optimizador de código, incluso puede disminuir el rendimiento general cuando se utilizan de forma aislada, un acelerador puede proporcionar un aumento de rendimiento adicional cuando se combina con una caché de código como los esfuerzos de optimización se realiza solo una vez.

## Relacionado
- Lista de PHP accelerators

- Datos: Q438556